# Репкинская улица
Репкинская улица (укр. Ріпкинська вулиця) — улица в Новозаводском районе города Чернигова. Пролегает от улицы Любечская до улицы Теробороны (Гагарина).
Примыкает улица Старобелоусская.

## История
Репкинская улица — в честь пгт Репки — проложена на месте дороги на Старый Белоус после включения Подусовки в черту города Чернигова в 1955 году. В 1950-е годы начал застраиваться участок западнее Любечской улицы до ж/д линии промышленными предприятиями и в ходе чего на Репкинской улице были размещены склады и базы. 
2 ноября 1970 года улица на протяжении всей длины стала участком нового троллейбусного маршрута № 5, связав Подусовку с Производственным объединением «Химволокно». Затем маршрут несколько раз изменялся, где конечной остановкой были Гостиница «Украина» и Центральный рынок (через площадь Победы), сейчас — Железнодорожный вокзал.

## Застройка
Улица пролегает в западном направлении к ж/д линии Чернигов—Горностаевка, дойдя до которой переходит в улицу Гагарина. Начало улицы непарная сторона занята многоэтажной жилой (по одному 4-этажный и 5-этажный дома) застройкой, парная — территорией школы № 13 (Любечская, 40). Большая часть улицы занята территорией баз снабжения и складов, учреждениями обслуживания.  
Учреждения: нет.